# Jordin Sparks
Jordin Sparks (* 22. prosince 1989, Glendale, Arizona, Spojené státy americké) je americká zpěvačka.
V roce 2007 se účastnila 6. ročníku americké soutěže American Idol, kterou vyhrála, a 23. května 2007 byla oficiálně prohlášena za vítěze.
Také hrála v americkém pořadu Sladký život na moři a Team Umizoomi, kde měla roli The Blue Mermaid.